# Adriana Bartoli
Carmen María Adriana Bartoli (n. 1963) es una botánica e ingeniera agrónoma argentina.
Se recibió en la Facultad de Agronomía de la Universidad de Buenos Aires (UBA) en 1987, y en esa casa  accedió a directora del de partamente  de Recursos Naturales y Ambiente.
Es especialista en Poaceae, Asteraceae, Fabaceae.

## Obra
- gisela Sancho, luis Ariza espinar, adriana Bartoli, roberto d. Tortosa. 2003. Flora Fanerogámica Argentina: Tribu III, Astereae, part B, Subtribus Bellidinae, Asterinae. Ed. Proflora (CONICET), 102 pp.

- Bartoli, C.M.A., Tortosa, R.D. 2003. A new species of Grindelia (Asteraceae, Astereae) from the Meseta del Somuncura (Patagonia), Argentina. Brittonia, Ed. Springer New York, Vol. 55 ( 2)

- Bartoli, C.M.A., Tortosa, R.D. 2002. Revisión De Las Especies Argentinas Del Género Haplopappus (Asteraceae, Astereae). Bol. De La Sociedad Argentina De Botánica 37 ( 1) : 1 - 18

- Bartoli, C.M.A., Tortosa, R.D. 2001. Haplopappus ameghinoi Y H. chryseus Pertenecen Al Género Grindelia (Asteraceae, Astereae). Bol. De La Sociedad Argentina De Botánica 36 ( 1 ): 141 - 142

- Bartoli, C.M.A., Tortosa, R.D. 2001. Two New Species Of Haplopappus (Astereae, Asteraceae). Brittonia

- Tortosa, R.D., C.M.A. Bartoli. 2000. Palmeras cultivadas en Buenos Aires. Ed. reimpresa de L.O.L.A., 25 pp. ISBN 950-9725-40-4, ISBN 978-950-9725-40-9

- Bartoli, C.M.A., Tortosa, R.D. 1999. Novedades En Grindelia (Asteraceae, Astereae). Hickenia 3 ( 1 ): 1 - 4

- Bartoli, C.M.A., Tortosa, R.D. 1999. Optimum Plant Density For Grindelia pulchella Dunal (Asteraceae): A Potential Resin-Producing Crop In Argentine.  Agrociencia (Chapingo) 34 ( 1 ) 247-250

- Bartoli, C.M.A., Tortosa, R.D. 1999. Revisión De Las Especies Sudamericanas Del Género Grindelia (Asteracea, Astereae). Kurtziana 27 ( 1 ) : 327 - 359

### Como editora
- 2009. XXXII Jornadas Argentinas de Botánica: Huerta Grande, Córdoba, octubre. Bol. de la Sociedad Argentina de Botánica 44. 240 pp.

## Honores

### Membresías
- Sociedad Argentina de Botánica
- La abreviatura «Adr.Bartoli» se emplea para indicar a Adriana Bartoli como autoridad en la descripción y clasificación científica de los vegetales.[2]